# Замшаны (Волынская область)
Замша́ны (укр. Замшани) — село в Забродовской сельской общине Ковельского района Волынской области Украины.
До 2020 года входило в Ратновский район.
Код КОАТУУ — 0724284201. Население по переписи 2001 года составляет 1712 человек. Почтовый индекс — 44153. Телефонный код — 3366. Занимает площадь 3,358 км².